# Lesches-en-Diois
Lesches-en-Diois est une commune française située dans le département de la Drôme, en région Auvergne-Rhône-Alpes.

## Géographie

### Localisation
La commune est située à l'est de Luc-en-Diois.

### Relief et géologie
Paysage montagneux.
Sites particuliers :
- Col Barnier
- Col de Gras
- Col de Grasse
- Col de la Croix
- Col de la Passière
- Col Lagier
- Col Lorial
- Col Maur
- Combe Aurioux
- Combe Brachet
- Combe Chaude
- Combe d'Avril
- Combe du Mouras
- Combe Pelle
- Cuchet de la Sourde (1 071 m)
- Montagne du Puy (1 550 m)
- Pas des Pigeons
- Pié Plat (1 118 m)
- Rocher de Charavieille
- Rocher de la Queue du Plat
- Rocher des Éducs (1 004 m)
- Serre Chaitieu (1 110 m)
- Serre de l'Arénier (1 035 m)
- Serre des Aiguilles (1 344 m)
- Serre des Trois Buis
- Serre Graillet (818 m)
- Serre Pointu (961 m)
- Serre Vachier

### Hydrographie
La commune est arrosée par les cours d'eau suivants :
- la Drôme ;
- le Chandel ;
- Ravin de Font Punaise ;
- Ravin de Gardon ;
- Ravin du Coët ;
- Ravin d'Ufert.

### Climat
Pour des articles plus généraux, voir Climat d'Auvergne-Rhône-Alpes et Climat de la Drôme.
En 2010, le climat de la commune est de type climat méditerranéen altéré, selon une étude du CNRS s'appuyant sur une série de données couvrant la période 1971-2000. En 2020, Météo-France publie une typologie des climats de la France métropolitaine dans laquelle la commune est exposée à un climat de montagne ou de marges de montagne et est dans la région climatique  Alpes du sud, caractérisée par une pluviométrie annuelle de 850 à 1 000 mm, minimale en été. 
Pour la période 1971-2000, la température annuelle moyenne est de 8,9 °C, avec une amplitude thermique annuelle de 16,3 °C. Le cumul annuel moyen de précipitations est de 1 006 mm, avec 8,5 jours de précipitations en janvier et 5,4 jours en juillet. Pour la période 1991-2020, la température moyenne annuelle observée sur la station météorologique de Météo-France la plus proche, sur la commune de Bellegarde-en-Diois à 10 km à vol d'oiseau, est de 10,5 °C et le cumul annuel moyen de précipitations est de 1 016,9 mm,. Pour l'avenir, les paramètres climatiques de la commune estimés pour 2050 selon différents scénarios d'émission de gaz à effet de serre sont consultables sur un site dédié publié par Météo-France en novembre 2022.

## Urbanisme

### Typologie
Au 1er janvier 2024, Lesches-en-Diois est catégorisée commune rurale à habitat très dispersé, selon la nouvelle grille communale de densité à 7 niveaux définie par l'Insee en 2022.
Elle est située hors unité urbaine et hors attraction des villes,.

### Occupation des sols
L'occupation des sols de la commune, telle qu'elle ressort de la base de données européenne d’occupation biophysique des sols Corine Land Cover (CLC), est marquée par l'importance des forêts et milieux semi-naturels (74,8 % en 2018), une proportion sensiblement équivalente à celle de 1990 (74,3 %). La répartition détaillée en 2018 est la suivante : forêts (65,4 %), zones agricoles hétérogènes (9,6 %), milieux à végétation arbustive et/ou herbacée (9,4 %), prairies (9,1 %), terres arables (6,5 %). L'évolution de l’occupation des sols de la commune et de ses infrastructures peut être observée sur les différentes représentations cartographiques du territoire : la carte de Cassini (XVIIIe siècle), la carte d'état-major (1820-1866) et les cartes ou photos aériennes de l'IGN pour la période actuelle (1950 à aujourd'hui).

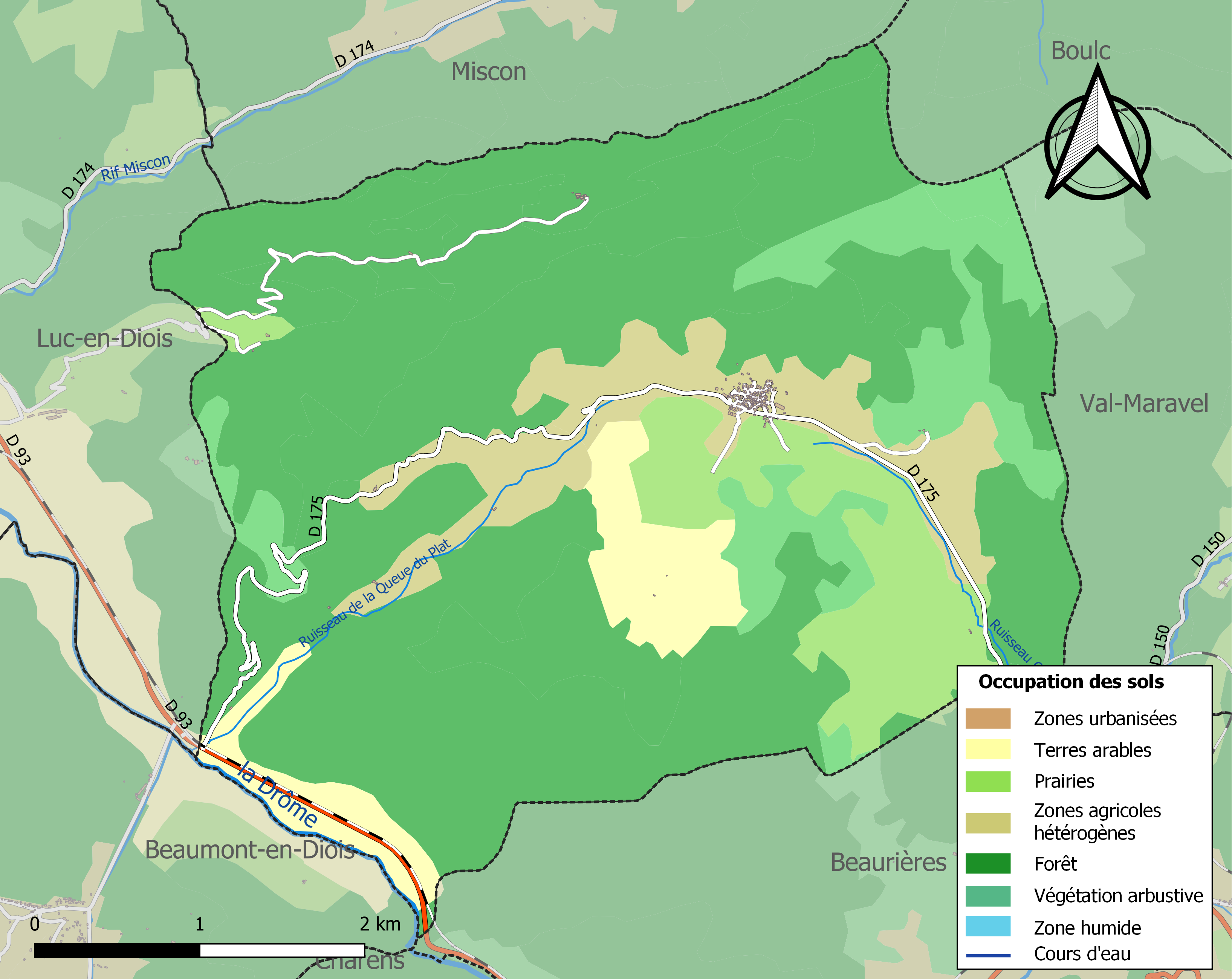
Carte des infrastructures et de l'occupation des sols de la commune en 2018 (CLC).

### Morphologie urbaine

#### Quartiers, hameaux et lieux-dits
Site Géoportail (carte IGN) :
- Ancien Moulin de Rodet
- Bois de la Pigne
- Borne Blanche
- Champ Roussel
- Cocaillasson
- Forêt Domaniale du Maravel
- Garde Grosse
- Grand Bois
- Guitard
- la Lauze
- l'Allemagne
- la Roche
- Laume
- le Bosquet
- le Coët
- le Lac
- le Rotas
- les Côtes
- les Gardettes
- les Granges
- les Granges
- les Graves
- les Versannes
- l'Oche
- Michane
- Pendillon
- Pierre Taillac
- Pré Pic
- Rateau

## Toponymie

### Attestations
Dictionnaire topographique du département de la Drôme :
- 1140 : Lechis (cartulaire de Durbon).
- 1166 : mention du mandement : mandamentum de Lechis (cartulaire de Durbon).
- XIVe siècle : mention de la paroisse : capella de Lechiis (pouillé de Die).
- 1429 : locus de Lecheis (archives de la Drôme, E 4100).
- 1509 : mention de l'église Saint-Claude : ecclesia Sancti Claudii de Lechiis (visites épiscopales).
- 1619 : mention de la paroisse : la cure de Leches (rôle de décimes).
- 1891 : Lesches, commune du canton de Luc-en-Diois.

## Histoire
Pour un article plus général, voir Histoire de la Drôme.

### Du Moyen Âge à la Révolution
La seigneurie :
- Au point de vue féodal, Lesches était une terre (ou seigneurie) du fief des évêques de Die. Elle fut longtemps partagée entre plusieurs seigneurs.
- 1464 : une partie appartient à Guillaume de Poitiers, seigneur de Barry. Cette partie est confisquée par le roi Louis XI qui la donne à François d'Eurre.
- L'autre partie appartient aux Agoult.
- 1476 : la partie des Agoult est vendue aux Armuet.
- 1540 : à cette date, les Eurre et les Armuet ont déjà été remplacés par les Mirabel, les Agoult de Sault et les Laval.
- 1557 : la part des Laval passe (par mariage) aux Sibeud.
- Les Sibeud semblent avoir acquis le reste de Lesches.
- 1789 : la seigneurie appartient tout entière aux Ponnat, derniers seigneurs.

Le mandement de Lesches avait la même étendue que la commune de ce nom.
Avant 1790, Lesches était une communauté de l'élection de Montélimar, subdélégation de Crest et du bailliage de Die.

Elle formait une paroisse du diocèse de Die. Son église était sous le vocable de Saint-Martin (auparavant, elle était sous celui de Saint-Claude). La cure était de la collation de l'évêque diocésain et les dîmes appartenaient au curé du lieu.

### De la Révolution à nos jours
En 1790, la commune est comprise dans le canton de Valdrôme. La réorganisation de l'an VIII (1799-1800) la place dans celui de Luc-en-Diois.

## Politique et administration

### Liste des maires
| Période                                                                      | Période                   | Identité                            | Étiquette | Qualité                                             |
| ---------------------------------------------------------------------------- | ------------------------- | ----------------------------------- | --------- | --------------------------------------------------- |
| Les données manquantes sont à compléter. : de la Révolution au Second Empire |                           |                                     |           |                                                     |
| 1790                                                                         | 1871                      | ?                                   |           |                                                     |
| Les données manquantes sont à compléter. : depuis la fin du Second Empire    |                           |                                     |           |                                                     |
| 1871                                                                         | 1874                      | ?                                   |           |                                                     |
| 1874                                                                         | 1878                      | ?                                   |           |                                                     |
| 1878                                                                         | 1884                      | ?                                   |           |                                                     |
| 1884                                                                         | 1888                      | ?                                   |           |                                                     |
| 1888                                                                         | 1892                      | ?                                   |           |                                                     |
| 1892                                                                         | 1896                      | ?                                   |           |                                                     |
| 1896                                                                         | 1900                      | ?                                   |           |                                                     |
| 1900                                                                         | 1904                      | ?                                   |           |                                                     |
| 1904                                                                         | 1908                      | ?                                   |           |                                                     |
| 1908                                                                         | 1912                      | ?                                   |           |                                                     |
| 1912                                                                         | 1919                      | ?                                   |           |                                                     |
| 1919                                                                         | 1925                      | ?                                   |           |                                                     |
| 1925                                                                         | 1929                      | ?                                   |           |                                                     |
| 1929                                                                         | 1935                      | ?                                   |           |                                                     |
| 1935                                                                         | 1945                      | ?                                   |           |                                                     |
| 1945                                                                         | 1947                      | ?                                   |           |                                                     |
| 1947                                                                         | 1953                      | ?                                   |           |                                                     |
| 1953                                                                         | 1959                      | ?                                   |           |                                                     |
| 1959                                                                         | 1965                      | ?                                   |           |                                                     |
| 1965                                                                         | 1971                      | ?                                   |           |                                                     |
| 1971                                                                         | 1977                      | ?                                   |           |                                                     |
| 1977                                                                         | 1983                      | ?                                   |           |                                                     |
| 1983                                                                         | 1989                      | ?                                   |           |                                                     |
| 1989                                                                         | 1995                      | ?                                   |           |                                                     |
| 1995                                                                         | 2001                      | Bernard Buis                        | PS        | fonctionnaire conseiller général puis départemental |
| 2001                                                                         | 2008                      | Bernard Buis                        |           | maire sortant                                       |
| 2008                                                                         | 2014                      | Bernard Buis                        |           | maire sortant                                       |
| 2014                                                                         | 2018                      | Bernard Buis                        |           | maire sortant sénateur (nov. 2018)                  |
| 2018 (déc.) (élection ?)                                                     | 2020                      | Roger Lagier                        |           |                                                     |
| 2020                                                                         | En cours (au 6 juin 2021) | Martine Julien[source insuffisante] |           |                                                     |

### Rattachements administratifs et électoraux
Lesches-en-Diois appartenait, jusqu'en mars 2015, au canton de Luc-en-Diois.

## Population et société

### Démographie
L'évolution du nombre d'habitants est connue à travers les recensements de la population effectués dans la commune depuis 1793. Pour les communes de moins de 10 000 habitants, une enquête de recensement portant sur toute la population est réalisée tous les cinq ans, les populations de référence des années intermédiaires étant quant à elles estimées par interpolation ou extrapolation. Pour la commune, le premier recensement exhaustif entrant dans le cadre du nouveau dispositif a été réalisé en 2008.

En 2022, la commune comptait 58 habitants, en évolution de +16 % par rapport à 2016 (Drôme : +2,64 %, France hors Mayotte : +2,11 %).
| 1793 | 1800 | 1806 | 1821 | 1831 | 1836 | 1841 | 1846 | 1851 |
| ---- | ---- | ---- | ---- | ---- | ---- | ---- | ---- | ---- |
| 331  | 413  | 385  | 421  | 485  | 489  | 454  | 459  | 407  |

| 1856 | 1861 | 1866 | 1872 | 1876 | 1881 | 1886 | 1891 | 1896 |
| ---- | ---- | ---- | ---- | ---- | ---- | ---- | ---- | ---- |
| 390  | 391  | 370  | 350  | 365  | 350  | 324  | 275  | 276  |

| 1901 | 1906 | 1911 | 1921 | 1926 | 1931 | 1936 | 1946 | 1954 |
| ---- | ---- | ---- | ---- | ---- | ---- | ---- | ---- | ---- |
| 243  | 238  | 203  | 200  | 172  | 162  | 149  | 132  | 105  |

| 1962 | 1968 | 1975 | 1982 | 1990 | 1999 | 2006 | 2008 | 2013 |
| ---- | ---- | ---- | ---- | ---- | ---- | ---- | ---- | ---- |
| 101  | 91   | 80   | 64   | 49   | 33   | 49   | 54   | 49   |

| 2018 | 2022 | - | - | - | - | - | - | - |
| ---- | ---- | - | - | - | - | - | - | - |
| 56   | 58   | - | - | - | - | - | - | - |

### Enseignement
La commune est rattachée à l'académie de Grenoble.

### Manifestations culturelles et festivités
- Fête patronale : premier dimanche de mai[19].
- Fête communale : le 15 août (fête de la lavande)[19].

Cette fête de village, probablement l'une des plus importantes de toute la région du Diois, rassemble ce jour-là près de 3 000 personnes. Organisée depuis plus de 50 ans, cette journée festive commence le matin et se termine tard dans la nuit. Une messe est célébrée à 17 h dans l'église Saint-Martin[réf. nécessaire].
Sont organisées à cette occasion diverses manifestations :
une cueillette traditionnelle de la lavande avec distillation sur la place du village (2 passées, 11 h et 15 h) ;
un concours de pétanque (triplette) avec complémentaire ;
des expositions avec des exposants régionaux et des artistes locaux ;
des repas (midi et soir) dont un méchoui (sept agneaux[réf. nécessaire]) et pizzas au feu de bois dans l'un des vieux fours du village ;
une buvette, différents stands et animations pour enfants et adultes ;
deux bals (groupe pop-rock sous chapiteau et bal musette dans la salle des fêtes[réf. nécessaire]) ;
un feu d'artifice à 22 h.

### Loisirs
- Randonnées[19] : (GR 91).

### Cultes
L'église et la communauté catholique de Lesches sont rattachées à la paroisse Saint-Marcel en Diois, laquele couvre 37 communes et dépend du Diocèse de Valence.

## Économie

### Agriculture
En 1992 : bois, pâturages (ovins), lavande.
- Foire : 6 avril et 17 septembre[19].

### Tourisme
- Syndicat d'initiative (en 1992)[19].

## Culture locale et patrimoine

### Lieux et monuments
- Ruines du château des Tours : fontaine voûtée[19].
- Église Saint-Martin[19].
- Four à pain[réf. nécessaire].
- Vieux alambics sur la place du village[réf. nécessaire].
- Chapelle catholique des Granges[réf. nécessaire].
- Temple protestant[21].

### Personnalités liées à la commune
- Marcel Légaut (1900-1990) a vécu et travaillé au hameau des Granges où il est inhumé.

### Héraldique, logotype et devise
|  | Lesches-en-Diois possède des armoiries dont l'origine et le blasonnement exact ne sont pas disponibles. |